# Нідерланди на зимових Олімпійських іграх 1936

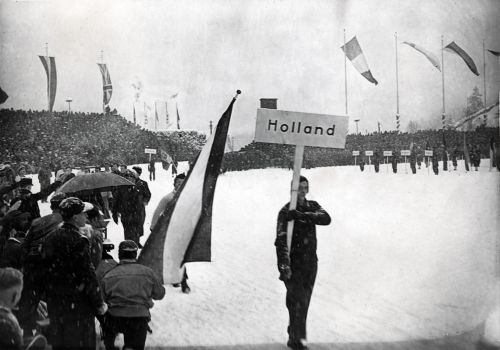

Нідерланди на зимових Олімпійських іграх 1936 року, які проходили у німецькому місті Гарміш-Партенкірхен, була представлена 8 спортсменами (7 чоловіками та однією жінкою) у 3 видах спорту: гірськолижний спорт, бобслей та ковзанярський спорт. Прапороносцем на церемонії відкриття Олімпійських ігор був бобслеїст Самуель Данлоп.
Нідерланди вдруге взяли участь в зимовій Олімпіаді. Нідерландські спортсмени не здобули жодної медалі.

## Бобслей
| Дисципліна | Спортсмен                    | Спуск 1 | Спуск 1 | Спуск 2 | Спуск 2 | Спуск 3 | Спуск 3 | Спуск 4 | Спуск 4 | Разом   | Разом |
| Дисципліна | Спортсмен                    | Час     | Місце   | Час     | Місце   | Час     | Місце   | Час     | Місце   | Час     | Місце |
| ---------- | ---------------------------- | ------- | ------- | ------- | ------- | ------- | ------- | ------- | ------- | ------- | ----- |
| Двійки     | Віллем Геверс Самуель Данлоп | 1:31.41 | 15      | 1:24.99 | 10      | 1:25.71 | 4       | 1:26.00 | 12      | 5:48.11 | 10    |

## Гірськолижний спорт
| Спортсмен                        | Дисципліна        | Швидкісний спуск | Швидкісний спуск | Слалом | Слалом         | Слалом | Разом         | Разом |
| Спортсмен                        | Дисципліна        | Час              | Місце            | Час 1  | Час 2          | Місце  | Загальні бали | Місце |
| -------------------------------- | ----------------- | ---------------- | ---------------- | ------ | -------------- | ------ | ------------- | ----- |
| Гратія Шіммельпеннінк ван дер Оє | комбінація, жінки | 6:09.8           | 13               | 1:26.5 | 1:59.9 (+0:06) | 13     | 76.09         | 14    |

## Ковзанярський спорт
| Дисципліна        | Спортсмен          | Заїзд   | Заїзд |
| Дисципліна        | Спортсмен          | Час     | Місце |
| ----------------- | ------------------ | ------- | ----- |
| 500 м, чоловіки   | Бен Блайссе        | 46.9    | 27    |
| 500 м, чоловіки   | Лу Дейкстра        | 46.7    | 24    |
| 500 м, чоловіки   | Ян Лангедійк       | 46.7    | 24    |
| 500 м, чоловіки   | Дольф ван дер Шеер | 45.7    | 14    |
| 1500 м, чоловіки  | Лу Дейкстра        | 2:27.2  | 20    |
| 1500 м, чоловіки  | Рулоф Коопс        | 2:30.0  | 30    |
| 1500 м, чоловіки  | Ян Лангедійк       | 2:24.6  | 14    |
| 1500 м, чоловіки  | Дольф ван дер Шеер | 2:23.2  | 9     |
| 5000 м, чоловіки  | Лу Дейкстра        | 8:51.5  | 16    |
| 5000 м, чоловіки  | Рулоф Коопс        | 8:48.5  | 13    |
| 5000 м, чоловіки  | Ян Лангедійк       | 8:32.0  | 4     |
| 5000 м, чоловіки  | Дольф ван дер Шеер | 8:43.3  | 10    |
| 10000 м, чоловіки | Лу Дейкстра        | 18:23.6 | 20    |
| 10000 м, чоловіки | Рулоф Коопс        | 18:11.5 | 17    |
| 10000 м, чоловіки | Ян Лангедійк       | 17:43.7 | 6     |
| 10000 м, чоловіки | Дольф ван дер Шеер | 18:04.9 | 16    |